# Proboloides gregarius
Proboloides gregarius är en kräftdjursart som först beskrevs av Georg Ossian Sars 1882.  Proboloides gregarius ingår i släktet Proboloides, och familjen Stenothoidae. Arten är reproducerande i Sverige.